# A Szajna Bougivalnál
A Szajna Bougivalnál (La Seine à Bougival) Alfred Sisley 1876-os festménye, amely a New York-i Metropolitan Művészeti Múzeum gyűjteményének része.
A művész 1872 és 1877 között a Szajna közelében élt Párizstól nyugatra. A folyó és partja számos festőt megihletett, közöttük Claude Monet-t, Pierre-Auguste Renoirt és Camille Pissarrót. Sisley sok képet festett a Szajnáról és a környező vidékről. Bougival mintegy 15 kilométerre található Párizstól északnyugatra. Jó időben felkapott kirándulóhely voltː a Szajna-parton nyüzsögtek az emberek, a vízen pedig csónakok haladtak. Alfred Sisley festményén a terület nagyjából kihalt, alig néhány embert látni a parton. A közelben egy kislány ül a fűben, mellette egy nő térdel. Távolabb egy asszony a vizet figyeli
A V alakba rendezett fák a messzeségbe irányítják a szemlélő tekintetét. Míg a kép előtere nyugodt és rendezett, háttere inkább kaotikusː utak keresztezik, épületek emelkednek. A mindent elöntő ragyogó napfény derűs hatást kölcsönöz az alkotásnak.